# Bassaniodes anatolicus
Bassaniodes anatolicus is een spinnensoort uit de familie van de krabspinnen (Thomisidae).
De wetenschappelijke naam van de soort werd in 2008 als Xysticus anatolicus gepubliceerd door Hakan Demir, M. Aktaş en Aydin Topçu.